# Воло, Фабио
Фабио Воло (итал. Fabio Volo; род. 1972, Брешиа, Ломбардия, Италия) — итальянский певец, диджей, писатель, актёр, сценарист, телеведущий.
Настоящее имя Фабио Бонетти. Родился в семье булочника, работал барменом. В 1994-95 годах записал несколько песен на студии «Медия Рекордз» в Брешиа. В 1996 году стал ведущим музыкальных программ на «Радио Капитал». В 2000 году дебютировал с книгой «Выхожу прогуляться», в 2003 году издал вторую книгу «Я ждал тебя всю жизнь». С 2002 года снимается в кино, пишет сценарии и занимается озвучиванием фильмов.

## Фильмография
Кино
- Casomai, 2002
- Playgirl, 2002
- La febbre, 2005
- Manuale d’amore 2 — Capitoli successivi, 2007
- Uno su due, 2007
- Bianco e nero, 2008
- Matrimoni e altri disastri, 2010
- Figli delle stelle, 2010
- Niente Paura, 2010

Дубляж
- Opopomoz, 2003
- Kung Fu Panda, 2008
- I segreti dei cinque cicloni, 2009